# دير ماما
دير ماما قرية سورية تتبع ناحية مركز مصياف في منطقة مصياف في محافظة حماة. بلغ عدد سكانها 2985 نسمة في عام 2004 حسب إحصاء المكتب المركزي للإحصاء.
تقع على السفح الشرقي من الجبال الساحلية (جبال العلويين)، القرية تتميز بمناخها المعتدل صيفا والبارد شتاء. وبغناها الجغرافي والثقافي والسياسي وتعتبر إحدى العلامات المميزة في تاريخ بلدات وقرى جبال الساحل السوري اهلها طبيون وذوي حس فكاهي يميزهم عن باقى القرى، اهلها لهم باع طويل في الادب والسياسة وان كان فيها الكثير من المثقفين ولكن بقوا مغمورين من ادباء ديرماما المعروفين ممدوح عدوان . سكان ديرماما مسيحيون ومسلمون علويون، تشتهر بمحاصيل موسمية من الاشجار المثمرة كالزيتون والعنب والتين والجوز والمشمش، يستخدم الاهالي العنب في صناعة العرق والزبيب وأنواع الحلويات.

## الزراعة
زراعة الأشجار المثمرة مثل الجوز والتين والرمان والزيتون والمشمش وزراعة العنب، ويعتبر محصول الرمان من الاشجار ذات الكثافة العالية في أراضيها ويستخدم في صناعة دبس الرمان ذو الفوائد الصحية المتعدد، محصول الجوز أيضا له أهمية كبيرة في صناعة المكدوس، التين : صناعة التين اليابس والهبول. العنب: وهو أهمها إطلاقا يستخدم في صناعة العرق ولعرق ديرماما سمعة طيبة جداً بين شاربي العرق. التوت: لصناعة عصير التوت الطبيعي ذو الفوائد الصحية الكثيرة. الأهم من ذلك ورق التوت الذي يستخدم في تغذية دودة الحرير حيث تعتبر ديرماما من أهم الضيع المصنعة للحرير الطبيعي وشالات الحرير الديرمامية المتقنة الصنع مشهورة جداً.

## معالم طبيعية واثرية
اسم ديرماما يعود لوجود دير قديم فيها يعود إلى العصر الروماني. تحوي القرية على عدة امكنة دينية احداها يزوره المسلمون والمسيحيون طبعا لا يمكن لشخص غريب التمييز بين المسيحي والمسلم لتشاركهم الملبس والعادات واختلاط منازلهم.

## معالم أثرية
الدير القديم في الوادي - مقام الشيخ صبح - مقام الشيخ يوسف - مقام الشيخ سلمان - مقام الشيخ محمد القاضي -عين حداد - عين جيمع - عين بربور - آثار الجليلين: منطقة اثرية منحوتة في الصخر الكلسي القاسي تحوي كتابات اغريقية وفيها نواميس صخرية وهي بعيدة في الجبال أصبحت مأوى الضباع والجقلين «الثعالب».

## وصلات خارجية
- الوحدات الإدارية في محافظة حماة نسخة محفوظة 18 أبريل 2019 على موقع واي باك مشين.